# Иван Станчов
Иван Иванов Станчов е български дипломат.

## Биография
Роден е на 1 април 1929 г. в София. Син е на Иван Станчов и Керълайн Марион Мичел. Внук на дипломата и политика Димитър Станчов.
През януари 1945 г. баща му, който от юли 1944 г. е генерален консул на България в Истанбул, е отзован от дошлата след деветосептемврийския преврат власт, но отказва да се върне в България и заминава за Швейцария при семейството си, а след това емигрират в Съединените американски щати (1946). От 1971 г. Иван Станчов живее във Великобритания. Там живее също леля му, Надежда Станчова до смъртта си през 1957 г.
Иван Станчов-Младши завършва Университета Джорджтаун във Вашингтон, САЩ. Служи в американската армия (в Българската рота в Германия). Работи за Ай Би Ем в Ню Йорк, Рио де Жанейро и Париж, като заема мениджърски постове в отделите за маркетингови проучвания и продажби. Вицепрезидент е на корпорациите ИТЕЛ и Сторидж Текнолъдж в Лондон.
През 1980 г. започва самостоятелен бизнес, като основава компанията „Креста Маркетинг“, занимаваща се с информационни технологии.
След политическите и икономически промени в Централна и Източна Европа през 1990 г. се завръща в България за пръв път след 47 години.

### Дипломатическа дейност
През 1991 г. Иван Станчов е назначен за посланик на България във Великобритания и за първи български посланик в Република Ирландия. Връчва на кралица Елизабет акредитивните си писма, облечен в посланическия костюм на дядо си – Димитър Янев Станчов (1863 – 1940 г.), също посланик във Великобритания (1908, 1922 – 1924 г.), министър на външните работи (1906 г.) и министър-председател на България (1907 г.) Остава на посланическия пост до 1994 г., когато е поканен за министър.
През 1994 – 1995 г. е министър на външните работи в служебното правителство на Ренета Инджова. Членува в Балканския политически клуб, основан през 2001 г.
Съветник е по външно-политическите въпроси на двама президенти на Република България – Желю Желев и Петър Стоянов.
Владее следните езици: български, английски, френски, немски, италиански, гръцки, испански, португалски (бразилски).

### Благотворителна дейност
Иван Станчов се занимава с благотворителна и обществено-полезна дейност. През 1994 г. основава и е председател на фондацията „Карин дом“ – Варна, център за съвременна терапия на деца със специални нужди и подкрепа на семействата им. На нея предоставя наследствената си вила в Морската градина.

### Семейство
Иван Станчов има 4 деца от първата си съпруга, американка. Вторият му брак е с британка.
Умира на 24 ноември 2021 г. в дома си в Шотландия.

## Отличия
Кавалер на Почетния легион на Франция, 1995 г. Носител на орден „Стара планина“ I степен, най-високия български орден, 2010 г. Носител на Ордена на Големия кръст на Рио Бланко (Бразилия), 2002 г. 
Медал за добра служба в армията на САЩ (1956). Почетен доктор на Шуменския университет Награда „Сърцето на България” (2018) за изключителната му дарителска дейност и създаването на Карин дом.